# Тулон (регбийный клуб)
«Рёгби Клаб Тулонне» (фр. Rugby club toulonnais), «Тулон» — французский регбийный клуб, выступающий в высшем дивизионе чемпионата Франции. Команда располагается в одноимённом городе в регионе Прованс — Альпы — Лазурный Берег и проводит домашние матчи на стадионе «Стад Майоль», вмещающем 14 700 зрителей. При этом некоторые игры переносятся на шестидесятитысячный «Велодром» в Марселе. Основанный в 1908 году клуб является трёхкратным чемпионом страны.
Выбыв в 2000 году из главной лиги по финансовым причинам, «Тулон» стал победителем Второго дивизиона в 2005 году, однако по возвращении в элиту команда снова вылетела из дивизиона. Благодаря подписанию ряда сильных игроков клуб стал существенно прогрессировать. В 2007—2008 годах команда успешно выполнила задачу возвращения в Топ 14. Затем, в течение некоторого времени «Тулон» боролся за выживание, после чего ситуация стабилизировалась, и коллектив вошёл в число сильнейших команд чемпионата. Уже в сезоне 2009/10 команда с Лазурного Берега стала второй в регулярном сезоне национального чемпионата (проиграв затем в полуфинале) и вышла в финал Европейского кубка вызова. В 2012 году «Тулон» был близок к оформлению дубля, однако уступил как в финале Топ 14 («Тулузе»), так и в финале кубка вызова («Биаррицу»). В сезоне 2012/13 клуб стал победителем престижнейшего европейского соревнования, кубка Хейнекен.

## История
«Тулон» был основан 3 июня 1908 года в результате объединения команды Étoile sportive varoise и тулонского отделения клуба Stade varois. Спустя 23 года команда впервые стала национальным чемпионом. В финальном матче сезона 1931 года в Бордо «Тулон» обыграл «Лион Олимпик Университер» со счётом 6:3. В родном городе регбистов встретили 30 тысяч счастливых болельщиков. Ландыши появились на эмблеме клуба в 1921 году. Феликс Майоль, пожертвовавший клубу деньги на строительство стадиона, который был назван его именем, прибыл на свой первый концерт в Париж 1 мая 1895 года. Знакомая артиста преподнесла ему букет ландышей, часто даримый французами в первый день мая. Суеверный Майоль, чей концерт прошёл успешно, сделал ландыш своим личным символом. Затем обычай переняли и регбисты.
В дальнейшем команда стала постоянным претендентом на титул. При этом клуб в течение 35 лет сыграл в четёрых финалах (1948, 1968, 1971, 1985) и не выиграл ни одного. Поражение 1985 года от «Тулузы» «Тулон» потерпел после дополнительного времени и при отчаянном сопротивлении (22:36). Спустя два года, с пятой попытки клуб завоевал титул чемпиона. Тогда на столичной арене «Парк де Пренс» регбисты обыграли «Расинг». Ещё одна победа в чемпионате пришла в 1992 году, в финальном матче клуб одолел соперников из «Биарриц Олимпик». Та игра стала последней для легенды «Биаррица» Сержа Бланко, которому так и не покорился титул чемпиона Франции.
В течение следующих восьми лет клуб испытывал финансовые затруднения, наблюдался дефицит в 10 миллионов франков. Как следствие, спортивные результаты команды стали менее впечатляющими. В результате организаторы чемпионата приняли решение о перемещении «Тулона» во Второй дивизион летом 2000 года. Игроки могли вернуться в высшую лигу в первом же сезоне, но в решающей игре за единственную квоту команда потерпела поражение от «Монтобана». Лишь через пять сезонов команда снова достигла того уровня, который позволил ей снова стать участником ведущей лиги. Уверенная поддержка болельщиков (в среднем на стадион приходило более 12 тысяч зрителей) не помогла «Тулону» закрепиться в чемпионате. Клуб выиграл только 3 игры из 26 и во второй раз был вынужден стать участником Второго дивизиона.
Мурад Буджеллаль, родившийся и выросший в городе и сделавший состояние на продаже комиксов, в мае 2006 года стал президентом клуба, дав обещание построить сильнейшую команду. Уже под руководством Буджеллаля клуб заключил контракты с известными игроками Жан-Жаком Кренса, Йанном Делегом, Гонсало Кесадой и Дэном Лагером. Упомянутые игроки и некоторые другие новички к тому времени уже преодолели тридцатилетний рубеж. Особый интерес общественности и СМИ вызвало подписание бывшего капитана «Олл Блэкс» Тана Умага. Новозеландец прибыл во Францию по завершении кубка ITM, и, как предполагалось, сумма контракта составляла около €300 тыс. Буджеллаль заявил, что собирается платить звезде из собственного кармана, при этом игрок должен был провести в составе «Тулона» всего 8—10 матчей. В интервью 2010 года Буджеллаль сказал: «Это было невероятно, ведь мы были во втором дивизионе, а я говорил с лучшим игроком мира. Но он сказал „да“ и приехал играть в „Тулон“».
Буджеллаль продолжил активную трансферную политику в отношении именитых возрастных спортсменов. Состав команды пополнил капитан сборной Австралии и рекордсмен мира по числу тестовых матчей Джордж Греган. Сообщалось, что игрок получит около €400 тыс., также из личного состояния Буджеллаля. Другими новобранцами клуба стали лучший на тот момент бомбардир (по количеству очков) «Олл Блэкс» Эндрю Мертенс и один из лидеров сборной Англии Джонни Уилкинсон.
Вернувшись во вторую лигу в сезоне 2006/07, клуб финишировал на четвёртом месте. «Тулон» получил право сыграть в матчах плей-офф за выход в главный дивизион, но уже в полуфинале коллектив проиграл сопреникам из «Ла-Рошели» (17:21). В следующем соревновательном году команда практически с самого начала вышла в лидеры турнирной таблицы и гарантировала себе выход в высшую лигу за два тура до окончания регулярного чемпионата. Сезон 2008/09 не стал для команды результативным, однако это время было потрачено на существенную перестройку коллектива. Умага стал работать в тренерском штабе, и впоследствии Буджеллаль сказал, что переход к тренерской компетенции был для спортсмен слишком ранним. Кроме того, бизнесмен заявил, что Умага не обладает качествами менеджера. Клуб боролся за выживание, но сумел избежать вылета, продемонстрировав потенциал для свершений в следующем сезоне. Оказавшуюся крайне успешной кампанию—2009/10 возглавил Джонни Уилкинсон. Ведущий французский регбийный журнал Midi Olympique позже назвал англичанина лучшим флай-хавом года в чемпионате. Достижения Уилкинсона были по достоинству оценены и по ту сторону пролива: после некоторого перерыва игрок снова получил вызов в сборную. «Тулон» занял в чемпионате второе место, пропустив вперёд «Перпиньян». Каталонский конкурент получил высшую позицию благодаря итогу личного противостояния, однако по многим показателям (в частности, по количеству побед) лидировал именно «Тулон». После этого клуб проиграл в полуфинале плей-офф, оказавшись слабее будущих чемпионов из «Клермона» по итогам дополнительного времени матча (29:35). Тем не менее, клуб с Лазурного Берега получил возможность сыграть в главном международном турнире Европы — кубке Хейнекен.
В том же сезоне клуб соревновался во втором по значимости международном состязании, Европейском кубке вызова. «Тулон» выиграл свою группу и вышел в следующую стадию. Домашний матч 1/4 финала против валлиских «Скарлетс» команда легко выиграла (38:12). Полуфинальный барьер — гостевой матч с ирландским «Коннахтом» — «Тулон» также преодолел, хотя и с меньшим преимуществом (19:12). Победа в этом матче позволила французам провести финал дома, и, принимая во внимания ограниченные возможности «Стад Майоль», встреча была перенесена на марсельский «Велодром». К огорчению местной публики, «Тулон» проиграл гостям из Уэльса «Кардифф Блюз» (21:28) и при весьма качественной игре не смог завоевать ни одного трофея.
Сезон 2011/12 сложился для команды практически так же. Клуб снова проиграл в финале кубка вызова: теперь более удачливыми оказались игроки «Биарриц Олимпик». «Тулон» не добился победы и в национальном чемпионате, проиграв в главном матче года «Тулузе». Спустя год команда стала победителем кубка Хейнекен. В финальном матче регбисты обыграли другую ещё одну французскую команду — «Клермон-Овернь». Матч протекал крайне напряжённо и завершился со счётом 16:15. Кроме того, команда заняла второе место в регулярном сезоне и добралась до финала чемпионата. Однако в итоговом матче «Тулон» проиграл «Кастру» со счётом 14:19. 2 мая 2015 в Лондоне в финале регбийного Кубка чемпионов «Тулон» обыграл «Клермон» (24:18). В главном еврокубке «Тулон» победил третий год подряд — ранее французский клуб дважды выигрывал Кубок Хайнекен.
В феврале 2020 года Буджеллаль покинул пост президента клуба: два года тому назад он продал 25% акций холдинговой компании Бернара Леметра, который и стал затем президентом «Тулона».

## Достижения
- Чемпионат Франции
  - Чемпион: 1931, 1987, 1992, 2014
  - Финалист: 1946, 1968, 1971, 1985, 1989, 2012, 2013, 2016, 2017
- Кубок Хейнекен
  - Победитель: 2013, 2014, 2015
- Шалёнж Ив дю Мануа
  - Победитель: 1934, 1970
  - Финалист: 1939, 1954, 1983
- Европейский кубок вызова
  - Победитель: 2023
  - Финалист: 2010, 2012, 2020, 2022
- Второй дивизион чемпионата Франции
  - Победитель: 2005, 2008
  - Финалист: 2001

## Финальные матчи
| Дата              | Победитель | Финалист          | Счёт       | Стадион                      | Зрители |
| 10 мая 1931 г.    | «Тулон»    | «Лион»            | 6:3        | «Парк Лескюр», Бордо         | 10 000  |
| 18 апреля 1948 г. | «Лурд»     | «Тулон»           | 11:3       | «Стад де Пон Жюмо», Тулуза   | 29 753  |
| 16 июня 1968 г.   | «Лурд»     | «Тулон»           | 9:9 (ОТ)   | «Стадьом Мунисипаль», Тулуза | 28 526  |
| 16 мая 1971 г.    | «Безье»    | «Тулон»           | 15:9 (ОТ)  | «Парк Лескюр», Бордо         | 27 737  |
| 25 мая 1985 г.    | «Тулуза»   | «Тулон»           | 36:22 (ОТ) | «Парк де Пренс», Париж       | 37 000  |
| 22 мая 1987 г.    | «Тулон»    | «Расинг»          | 15:12      | «Парк де Пренс», Париж       | 48 000  |
| 27 мая 1989 г.    | «Тулуза»   | «Тулон»           | 18:12      | «Парк де Пренс», Париж       | 48 000  |
| 6 июня 1992 г.    | «Тулон»    | «Биарриц Олимпик» | 19:14      | «Парк де Пренс», Париж       | 48 000  |
| 9 июня 2012 г.    | «Тулуза»   | «Тулон»           | 18:12      | «Стад де Франс», Сен-Дени    | 79 614  |
| 1 июня 2013 г.    | «Кастр»    | «Тулон»           | 19:14      | «Стад де Франс», Сен-Дени    | 80 033  |

## Текущий состав
Сезон 2019/20. Жирным выделены игроки, заигранные за национальные сборные.

## Известные игроки

### Французы
- Марк Андрё[англ.] (2002—2009)
- Матьё Бастаро
- Бенжамен Бастер[англ.] (2001—2011)
- Пьер Бернар
- Жан Берти
- Виржиль Брюни
- Себастьен Брюно
- Жером Гальон[англ.] (1975—1989)
- Гийом Гирадо
- Пьеррик Гюнтер
- Лоран Дельбульбес
- Ян Делег[англ.] (1988—1997, 2006—2007)
- Кристоф Доминичи (1993—1997)
- Николя Дюран
- Микаэль Ивальди
- Кристиан Калифано (1990—1991)
- Винсент Клерк
- Кристиан Каррер[англ.] (1964—1978)
- Жан-Жак Кренка[англ.] (2006—2007)
- Бенжамен Лапер[англ.] (2010—2013)
- Венсан Мартан
- Жо Масо[англ.] (1962—1964)
- Максим Мермоз
- Жоффруа Мессина
- Эрик Мельвиль
- Жак Меркей[англ.]
- Пьер Миньони[англ.] (1996—2000, 2009—2011)
- Фредерик Мишалак[англ.] (2012—2016)
- Оливье Миссуп[англ.] (2008—2012)
- Жан-Шарль Орьоли
- Алексис Палиссон
- Йонатан Пелисси
- Марк де Ружмон[англ.] (1991—1998)
- Жан-Батист Руэ[англ.] (2006—2007)
- Тома Сурис[англ.] (2000—2012)
- Жоселино Сюта
- Себастьен Тийу-Борд
- Жан-Франсуа Тордо[англ.] (1988—1990)
- Франсуа Трин-Дюк (2016—2019)
- Эрик Шамп[англ.] (1979—1996)
- Ксавье Шиокки
- Андре Эрреро[англ.] (до 1971)
- Обан Юбер[англ.] (1991—2000, 2003—2006)

### Легионеры
- Мэтт Гито
- Джордж Греган
- Лайам Джилл
- Дрю Митчелл
- Джеймс О'Коннор
- Люк Руни
- Джордж Смит
- Джоне Таваке
- Мэтт Хенджек
- Делон Армитидж[англ.]
- Стивен Армитидж
- Ник Кеннеди
- Дэн Лагер
- Том Мэй
- Дин Скоуфилд
- Мэтт Стивенс
- Пол Сэки
- Джонни Уилкинсон
- Эндрю Шеридан
- Саймон Шоу
- Крис Чесни
- Джо Эль-Абд
- Гонсало Кесада
- Фелипе Контепоми
- Эстебан Лосада
- Леонардо Сенаторе
- Хуан Мартин Фернандес Лоббе
- Дамьен Тюссак
- Давид Кубриашвили
- Шалва Мамукашвили
- Константин Микаутадзе
- Леван Чилачава
- Тим Райан
- Роб Хендерсон
- Сантьяго Деллапе
- Рамиро Пец
- Фоту Ауэлуа
- Руди Вулф
- Джерри Коллинз
- Крис Масоэ
- Эндрю Мертенс
- Ма'а Нону
- Энтон Оливер
- Саимоне Таумоэпеау
- Сонни Билл Уильямс
- Тана Умага
- Карл Хэйман
- Туси Писи
- Джуниор Полу
- Дэвид Смит
- Саму Маноа
- Мафилео Кефу
- Гетин Дженкинс
- Джейми Робинсон
- Ли Халфпенни
- Гевин Хенсон
- Сирели Бобо
- Сиса Коямаиболе
- Манаса Сауло
- Джошуа Туисова
- Мартин Ягр
- Эндрю Крэмон
- Рори Ламонт
- Баккис Бота
- Дуэйн Вермюлен
- Эйдон Девис
- Хуандре Крюгер
- Виктор Мэтфилд
- Джо ван Никерк
- Лоуренс Сефака
- Хуан Смит
- Андриес Феррейра
- Брайан Хабана
- Корнал Хендрикс
- Эбен Этзебет
- Аюму Горомару
- Кристиан Лоаману